# Maureen Flannigan
Maureen Flannigan (Inglewood, 30 dicembre 1973) è un'attrice statunitense, conosciuta soprattutto per il suo ruolo di Evie nel telefilm Cose dell'altro mondo, andato in onda anche in Italia nei primi anni '90.
Maureen ha avuto il ruolo di Shana Sullivan, la ragazza di Matt Camden, nel telefilm Settimo cielo.
È stata anche protagonista di numerose apparizioni in altre serie televisive, come Autostop per il cielo, Star Trek: Deep Space Nine, E.R. - Medici in prima linea, Law & Order: Unità Speciale, Starved e Close to Home.
Ha interpretato il ruolo di Bonnie Parker nel film Due vite al massimo del 1993.

## Filmografia parziale

### Cinema
- Due vite al massimo (Teenage Bonnie and Klepto Clyde), regia di John Shepphird (1993)
- Goodbye America, regia di Thierry Notz (1997)
- Written in Blood (2003)
- Un giorno senza messicani (A Day Without a Mexican), regia di Sergio Arau (2004)
- 25 Hill, regia di Corbin Bernsen (2011)

### Televisione
- Autostop per il cielo (Highway to Heaven) - serie TV, episodio 2x06 (1985)
- Cose dell'altro mondo (Out of This World) - serie TV (1987-1991)
- Gli sceriffi delle nevi (High Mountain Rangers) - serie TV, un episodio (1988)
- CBS Schoolbreak Special - serie TV, un episodio (1992)
- Un medico tra gli orsi (Northern Exposure) - serie TV, episodio 5x15 (1994)
- Lifestories: Families in Crisis - serie TV, un episodio (1994)
- La ragazza di tutti (She Fought Alone), regia di Christopher Leitch (1995) - film TV
- Kindred: The Embraced - serie TV, un episodio (1996)
- Push - serie TV (1998)
- Star Trek: Deep Space Nine - serie TV, episodio 7x09 (1998)
- Settimo cielo (7th Heaven) - serie TV 1998-2002
- At Any Cost - film TV (2000)
- Boston Public - serie TV, episodio 1x21 (2001)
- Book of Days - film TV (2003)
- E.R. - Medici in prima linea (ER) - serie TV, 10x04 (2003)
- Law & Order - Unità vittime speciali (Law & Order: Special Victims Unit) - serie TV, episodio 6x08 (2004)
- Starved - serie TV (2005)
- Close to Home - Giustizia ad ogni costo (Close to Home) - serie TV, episodio 2x20 (2007)
- 90210 - serie TV, episodi 1x20 e 1x24 (2009)
- Second City This Week - serie TV, un episodio (2011)